# ハーム・ラガーイ

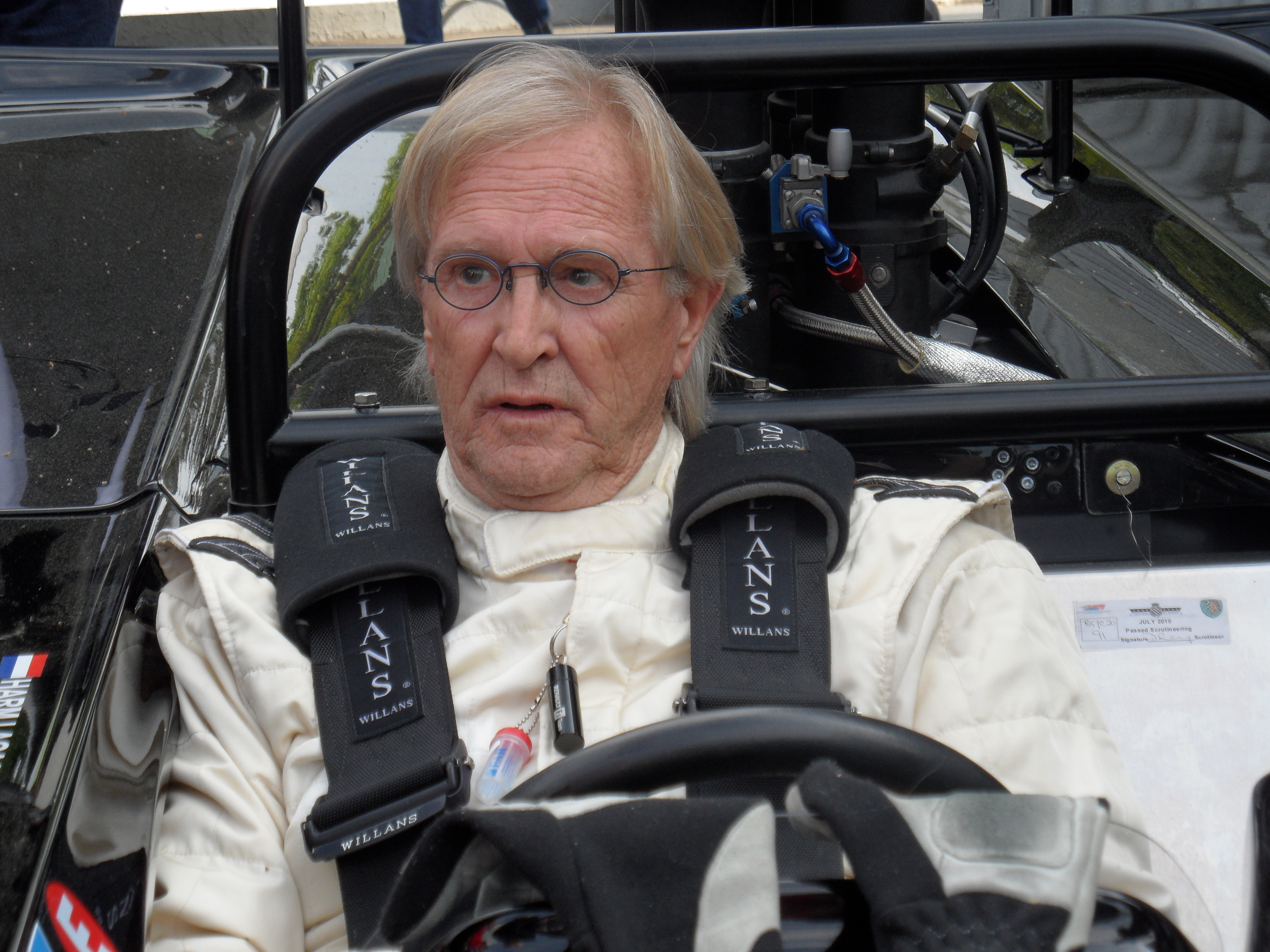
ハーム・ラガーイ

ハーム・ラガーイ（Harm Lagaay, 1946年12月28日 - ）は、ポルシェ、BMW等のドイツ車のデザインで活躍した、オランダ出身の自動車デザイナーである。

## 略歴
- 1946年12月28日 - オランダ、ハーグで生まれた。
- 1960年代後半 - シムカに入社。
- 1971年 - ポルシェに入社、911のデザインチームに参加、924のデザインを行なう。
- 1977年 - ドイツ・フォードのチーフデザイナーとなった。
- 1985年 - BMWに就職、BMW・Z1のデザインを担当。
- 1989年 - ポルシェにチーフデザイナーとして就職。944のフェイスリフト、968及びボクスターの開発を手がける。ボクスターの大ヒットで世界的に有名となった。その他、ボクスター以前の993型ポルシェ911をはじめ、996型ポルシェ911、ポルシェ・カイエン、ポルシェ・カレラGTのデザインをしている。
- 2004年7月 - 引退。ポルシェのチーフデザイナーの職は、ドイツ人のミヒャエル・マウアーが引き継いだ。